# Kajma
Kajma (arab. كيمة) – wieś w Syrii, w muhafazie Hims. W 2004 roku liczyła 568 mieszkańców.